# William C. McGann
William C. McGann, född 15 april 1893 i Pittsburgh, Pennsylvania, död 15 november 1977 i Los Angeles, Kalifornien, var en amerikansk filmregissör. Han regisserade 52 filmer mellan åren 1930 och 1940.